# Giovanni Saracco
Giovanni Saracco (Villafranca d'Asti, 8 dicembre 1932 – Torino, 31 marzo 2020) è stato un politico e urbanista italiano.

## Biografia
Nacque in una famiglia di contadini: il nonno Giovanni era mezzadro nella cascina di un medico, ed i genitori Angelo Saracco e Pierina Valpreda erano dediti anch'essi al lavoro agricolo. Aveva due fratelli, Mario (nato il 14 gennaio 1934) ed Efisio (nato il 30 dicembre 1935).

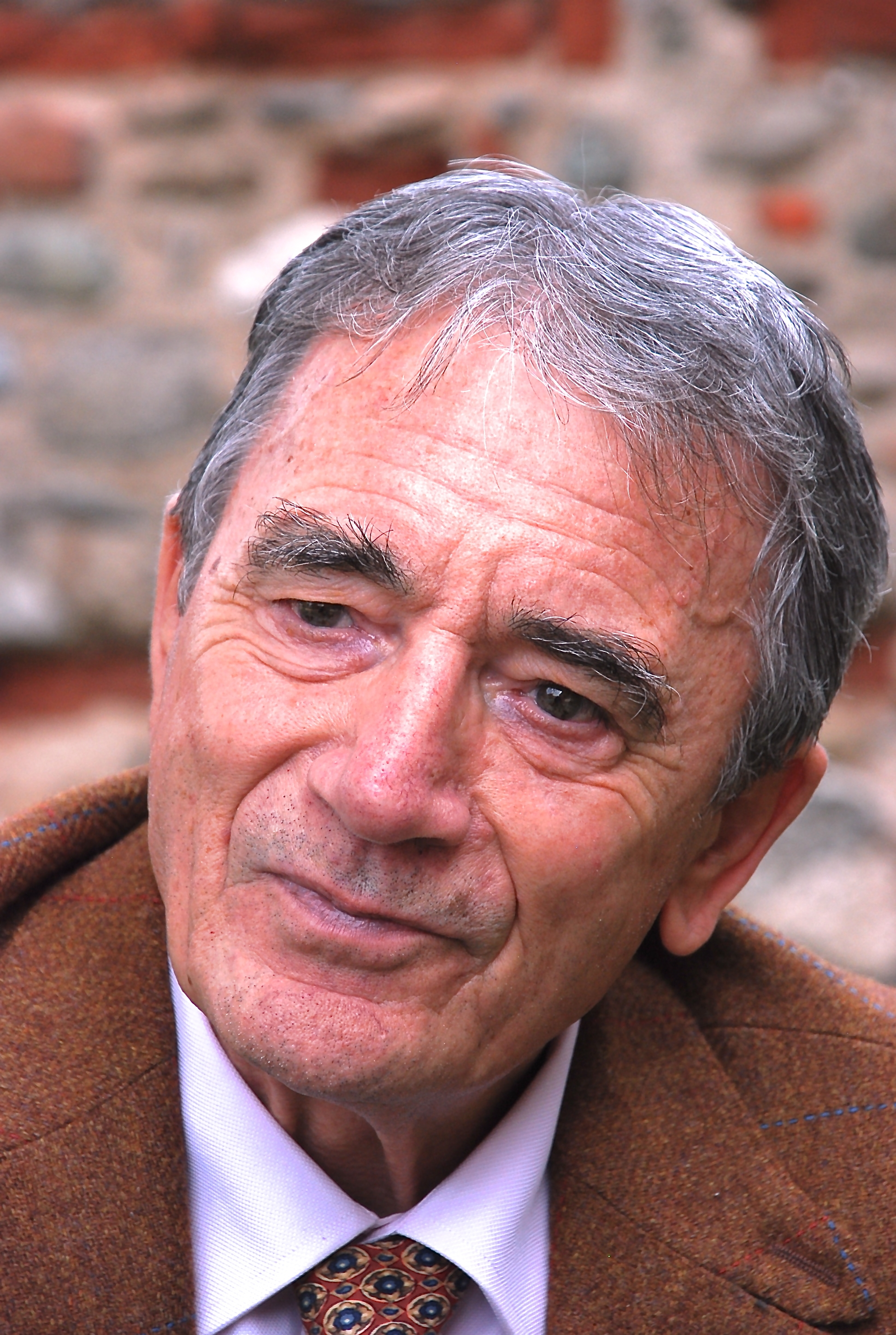
Giovanni Saracco nel 2018

Iniziò la sua carriera professionale come geometra comunale. Collaborò con i professori Alessandro Molli-Boffa e Francesco Ognibene tra il 1962 ed il 1970. Si laureò in Architettura al Politecnico di Torino nel 1975 con una tesi sull'urbanistica nell'area metropolitana il cui relatore era Leonardo Mosso. Nel 1968 fu cofondatore dell'Istituto di Studi e Servizi per lo Sviluppo della Comunità (ISESCO).
La sua attività politica iniziò nel 1960 con il Centro di Attività Sociali ed il periodico di area cattolica Giovani a Torino di cui era direttore. Insieme a Piero Quarello, Adriano Cordazzo, Danilo Frassetto e Renzo Bodrato animò l'Associazione Italiana Lavoratori Studenti. In questo periodo ebbe rapporti con l'area della Sinistra Cristiana. I suoi punti di riferimento furono Ernesto Baroni, Felice Balbo ed Italo Martinazzi. Negli anni '70 promosse, con altri, la nascita della Sinistra Indipendente in Piemonte. Fu Consigliere Provinciale ad Asti tra il 1985 ed il 1990, Sindaco di Villafranca d'Asti tra il 1990 ed il 1999 e Senatore della Repubblica durante la XIII Legislatura.

## Progetti
- 1975 Piano Regolatore Generale, Cercenasco
- 1977 Piano Regolatore Generale, Virle Piemonte
- 1981 Piano Regolatore Generale, Castagnole Piemonte
- 1985 Piano Regolatore Generale, Pancalieri
- 1987 Piano Regolatore Generale, Piossasco
- 2001 Piano Regolatore Generale, Valfenera
- 2003 Piano Regolatore Generale, Castello di Annone